# 宮岡弥生
宮岡 弥生（みやおか やよい、1983年4月6日 - ）は、埼玉県出身のタレント。趣味は映画鑑賞・料理、特技は歌・ピアノ・ジャズダンス・水泳。元砂岡事務所・劇団ひまわり・スターダストプロモーション所属。SPLASHメンバー。

## 出演歴

### テレビ
- テレビ朝日
  - 特警ウインスペクター第24話 - 小池めぐみ 役
  - 特救指令ソルブレイン第12話 - 吉田由美 役
  - 特捜戦隊デカレンジャー第2話 - OL 役
- フジテレビ系列
  - 赤い殺意
  - ハートにS
- 日本テレビ系列
  - 新熱中時代宣言
  - クリック!
- テレビ東京系列
  - コレイチ
- スカイパーフェクTV
  - 絶品ノーカット

### CM
- パールライス
- 明星食品 ちび六ラーメン
- NOVA I wish I were a bird篇
- ワコール 感じるブラ 顔・顔・顔篇
- ソニー PlayStation 2どこでもいっしょ ナースと少年篇
- 日本マクドナルド プレミアムサンデー篇/マックフルーリー篇
- 小林製薬 アイボン
- イオン 浴衣キャンペーン
- 京セラ A1013K
- マックスファクター

### ラジオ
- しゃばけ2

### 舞台
- ニープタイド
- コルチャック先生
- スクルージ～クリスマスキャロル～
- PROPAGANDA STAGE「青春時代＋」 － 里中美樹 役（主演）

### 書籍
- HEISEI子役・美少女名鑑
- メディア・ガールズ名鑑'97
- nicola
- セブンティーン
- bea's UP 2005年専属モデルオーディショングランプリ受賞

### その他
- STAR BEAUTYインタビュー